# خلیل حیات‌مقدم
خلیل حیات مقدم (زادهٔ ۱۳۴۱ در هندیجان) نمایندهٔ حوزهٔ انتخابیهٔ بندر ماهشهر، امیدیه و هندیجان در دورهٔ هشتم مجلس شورای اسلامی بوده‌است.